# Jean Renoir
Jean Renoir (Párizs, 1894. szeptember 15. – Beverly Hills, Kalifornia, 1979. február 12.) francia filmrendező, a 20. századi francia filmművészet kiemelkedő egyénisége. A második világháború előtt készített hangosfilmjeinek értékeire az új hullám filmes generációja hívta fel a figyelmet. Különösen François Truffaut művészetére volt hatással.

## Pályája
A híres impresszionista festő, Pierre-Auguste Renoir fia. Jean Renoir saját állítása szerint az 1920-as évek közepén kizárólag azért kezdett filmmel foglalkozni, hogy (első) felesége, Catherine Hessling filmszínésznő lehessen. Fokozatosan azonban őt magát is rabul ejtette az új művészet.
Alkotói pályáját három korszakra szokták osztani: némafilmjei, a világháború előtt Franciaországban forgatott hangosfilmjei és a többnyire átlagosnak ítélt harmadik, az Amerikai Egyesült Államokban kezdődött korszakára. Első hangosfilmje a Babát purgálják, de ő maga a következőt, A szuka című filmjét tartotta pályája fordulópontjának. Legnagyobb hatású filmjeit az 1930-as évek második felében készítette, köztük volt A nagy ábránd is, mely hatalmas közönségsikert aratott. Ez a műve 1958-ban felkerült a világ legjobb filmjeiként elismert Brüsszeli tizenkettő listájára.
1940-ben az Egyesült Államokba távozott. Ott készült filmjei közül a legjelentősebb a Mindennapi kenyerünk (The Southerner), és csak évekkel a háború után tért vissza Európába, előbb egy olasz produkcióval (A királyné hintaja), majd ismét Párizsban forgatott. Élete utolsó éveit Kaliforniában töltötte.
Renoirt a filmtörténet a francia film egyik legnagyobb alkotójának értékeli, még akkor is, ha 1950 utáni filmjei jelentéktelenek. Tartalmi-formai eljárásaival sok tekintetben megelőzte az olasz neorealizmust (Toni) és a francia új hullámot (A vízből kimentett Boudu). Az 1939-es Játékszabály összefoglalója, csúcsa addigi pályájának, és talán az egész francia film fejlődésének. Egyrészt a háború kitörése miatt, másrészt művészi igényessége miatt premierje idején megbukott, későbbi felújításai révén ma a legfontosabb filmtörténeti hivatkozási alap.

## Filmek
(Filmrendezői munkái:)
- 1924 A víz leánya (La fille de l'eau)
- 1926 Nana
- 1926 Charleston (Charleston ou sur un air Charleston)
- 1927 Marquitta
- 1928 A kis gyufaáruslány (La petite marchande d'allumettes)
- 1928 A lógós (Tire au flanc)
- 1929 Lovagi torna (Le turnoi dans la cité)
- 1929 Sivatagi tábor (Le bled)
- 1931 A babát purgálják (On purge Bébé)
- 1931 A szuka (La chienne)
- 1932 Éjszaka a keresztúton (La nuit du carrefour)
- 1932 (Chotard és Tsa) (Chotard et Cie)
- 1932 A vízből kimentett Boudu (Boudu sauvé des eaux)
- 1933 Bovaryné (Madame Bovary)
- 1934 Toni
- 1935 Lange úr bűne (Le crime de monsieur Lange)
- 1936 Miénk az élet (La vie est à nous)
- 1936 Éjjeli menedékhely (Les bas-fonds)
- 1937 A nagy ábránd (La grande illusion)
- 1937 Marseillaise (La marseillaise)
- 1938 Állat az emberben (La bête humaine)
- 1939 A játékszabály (La règle du jeu)
- 1940 La Tosca
- 1941 Mocsár (Swamp Water)
- 1943 Ütött az óra (This Land is Mine)
- 1944 Üdvözlet Franciaországnak (Salute to France)
- 1945 Mindennapi kenyerünk (The Southerner)
- 1946 Egy szobalány naplója (The Diary of a Chambermaid)
- 1946 Asszony a tengerparton (The Woman on the Beach)
- 1950 A folyó (The River)
- 1952 Az aranyhintó (Le carrosse d'or)
- 1954 Mulató a Montmartre-on (French Cancan)
- 1956 Elena és a férfiak (Elena et les hommes)
- 1959 Cordelier doktor végrendelete (Le testament du docteur Cordelier)
- 1959 Ebéd a fűben (Le déjeuner sur l'herbe)
- 1962 A ravasz káplár (Le caporal épinglé)
- 1969 Jean Renoir kis színháza (Le petit théâtre par Jean Renoir)

## Magyar nyelvű kötetei
- Apám, Renoir. Életrajz; ford. G. Beke Margit; Gondolat, Bp., 1968
- Életem és filmjeim; ford. Morvay Zsuzsa, Simon Vanda, összeáll., vál., szerk. Zalán Vince; Osiris, Bp., 2006 (Osiris könyvtár. Film)